# کوکینگ وانیل
کوکینگ وانیل (به انگلیسی: Cooking Vinyl) یک ناشر مستقل موسیقی بریتانیایی است. این شرکت ناشر در سال ۱۹۸۶ توسط مدیر فروش Pete Lawrence و Martin Goldschmidt بنیان نهاده شد که همچنان رئیس و مالک فعلی شرکت است. مقر این شرکت در Acton, London است. این شرکت آثاری در ژانرهای مختلف موسیقی را عرضه می‌کند.

## برخی از هنرمندان سرشناس
- د پرادیجی
- بلک فرانسیس
- گروو آرمادا
- هیم
- سوزان وگا
- کرنبریز
- د کالت
- د پرادیجی
- آماندا پالمر
- مرلین منسون